# Hermangard d'Asp
Hermangard d'Asp, noto anche come Ermengardo, Ermengardus Apsensis, Armengaut de Aspe (Francia, ... – Terra santa, inverno 1192), è stato un militare francese fu Gran Maestro dell'Ordine degli Ospitalieri dal 20 luglio 1187 al 1190.
Nel 1186 ottenne il castello di Margat. Il 22 ottobre 1187 dovette cedere Gerusalemme nelle mani del sultano Saladino. Data anche la breve estensione della sua reggenza, non si ricordano altri fatti rilevanti a suo nome.